# Горячие новости (фильм, 2004)
Горячие новости (кит. 大事件, йель: Daai6 Si6 Gin2) – это боевик 2004 года, снятый в Гонконге, который был снят режиссёром Джонни То с участием Ричи Жена, Келли Чен, Ника Чунг, Эдди Чунг, Саймон Ям и Мэгги Сиу. Премьера фильма состоялась вне конкурса на Каннском кинофестивале 2004 года.

## Сюжет
Полиция Гонконга оказалась в кризисе общественного доверия после катастрофической перестрелки, когда местными СМИ была снята и передана в эфир эпизод с местным полицейским испугавшегося бандитов. Инспектору Ченгу и его команде поручено ловить этих бандитов во главе с умным и находчивым Юэном.
Тем временем суперинтендант Ребекка Фонг прилагает усилия со стороны полиции Гонконга, чтобы ввести в заблуждение средства массовой информации и спасти репутацию полицейской команды. Она видит шанс в рейде на бандитов, скрывающихся в квартире, в то время как инспектор Чунг ведёт свою команду к поиску бандитов, между которыми начинается множество перестрелок.
Юэн прячется в квартире Йипа, неуклюжего таксиста и одинокого отца двоих детей. С неохотной помощью компьютерного сына Йипа он играет в сложную игру в кошки-мышки с полицией, публикуя подозрительные снимки поражения полиции для СМИ. Суперинтендант Фонг мешает усилиям своими собственными уловками, включая выпуск роскошного упакованного ланча многочисленным дежурным отрядам. После того, как офицеры полицейского спецназа были побеждены в первой попытке рейда, операторы Отдел специальных обязанностей были вызваны, чтобы спасти Юэна и его коллег-бандитов.
Инспектор Ченг успешно выслеживает Юэна, хотя он потерпел поражение только после скоростной погони и перестрелки, когда Фонг была взята в заложники.

## В ролях
- Ричи Жэнь — Юэн
- Келли Чен — суперинтендант Ребекка Фонг
- Ник Чунг — инспектор Ченг
- Чунг Сиу-Фай — Эрик Йэн
- Хуэй Сиу-Хун — Хой
- Лам Сует — Йип
- Ю Юн — Чун
- Дин Хайфэн — Лунг
- Л Хайтао — Чунг
- Саймон Ям — Asst. Commissioner Wong (special appearance)
- Алан Чуй — Чунгсан, цель Чуна
- Мэгги Сиу — Грэйс Чоу (special appearance)

## Ремейки
Российская версия фильма вышла в 2009 году. Его продюсируют московские Tandem Pictures и Gothenburg's Illusion Film под руководством молодого шведского режиссера Андерса Банке. Российско-шведская версия Breaking News была выпущена в России и бывшем СССР 7 мая 2009 года.